# Dana Murray

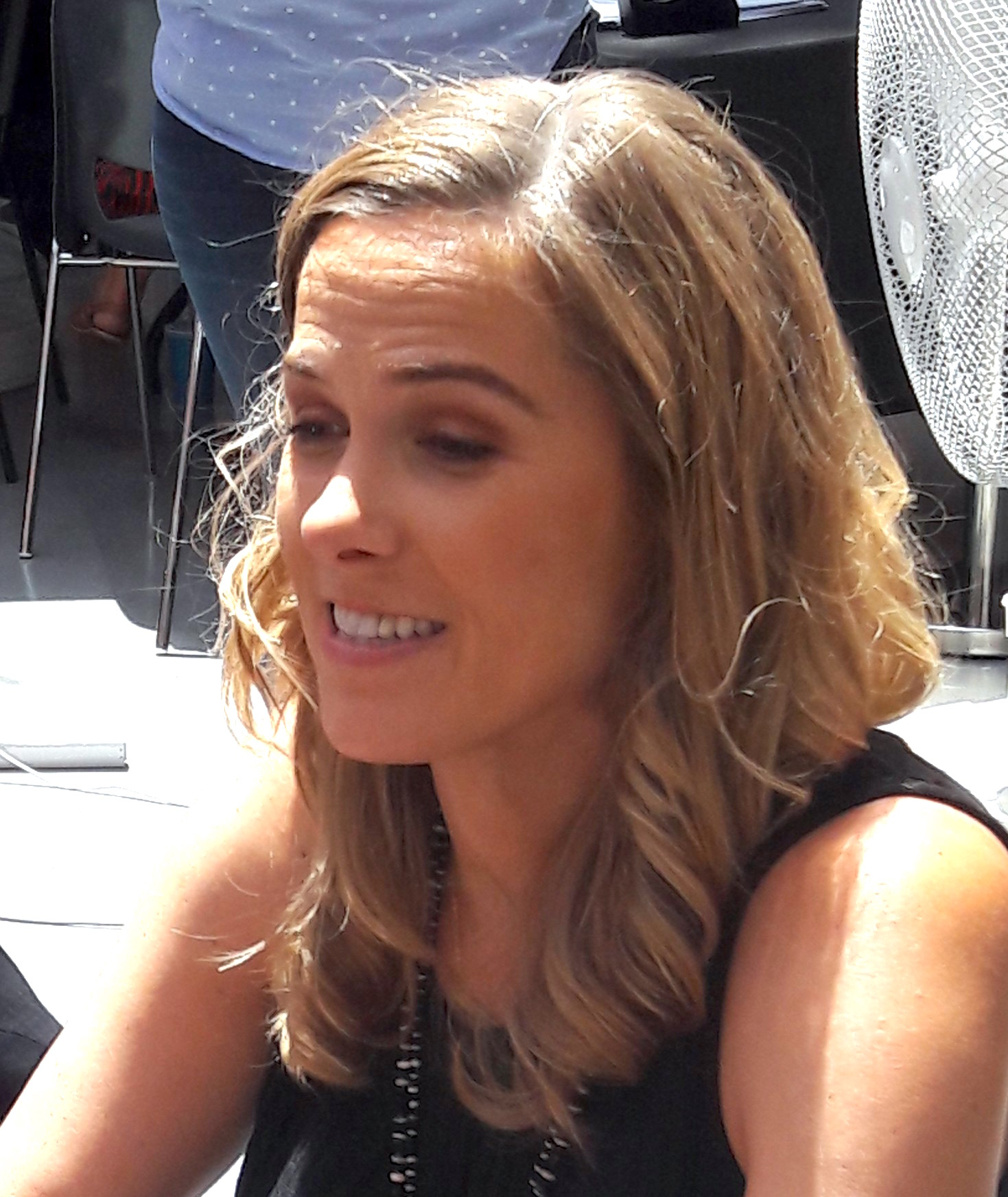
Dana Murray

Dana Leigh Murray (* 20. Jahrhundert) ist eine Filmproduzentin und Oscarpreisträgerin.

## Karriere
Murrays Karriere im Filmgeschäft begann im Jahr 2003 mit dem Film Findet Nemo; dort arbeitete sie als Koordinatorin im Bereich der visuellen Effekte. Als Produktionskoordinatorin wirkte sie bei den Kurzfilmen Die Ein-Mann-Band, Jack-Jack Superbaby (beide aus dem Jahr 2005) und Lifted (2006) mit. Es folgten weitere Tätigkeiten bei den Filmen Ratatouille, Oben, Alles steht Kopf, Merida – Legende der Highlands und Cars 3: Evolution.
Für ihre Beteiligung an dem Kurzfilm Lou wurde sie zusammen mit Regisseur Dave Mullins bei der Oscarverleihung 2018 in der Kategorie „Bester animierter Kurzfilm“ nominiert. Die Oscar-Auszeichnung erhielten jedoch Glen Keane und Kobe Bryant für ihren Kurzfilm Dear Basketball. 2021 gewann sie mit Soul den Oscar in der Kategorie „Bester animierter Spielfilm.“

## Filmografie (Auswahl)
- 2003: Findet Nemo (Finding Nemo)
- 2005: Die Ein-Mann-Band (One Man Band, Kurzfilm)
- 2005: Jack-Jack Superbaby (Jack-Jack Attack, Kurzfilm)
- 2006: Lifted (Kurzfilm)
- 2007: Ratatouille
- 2009: Oben (Up)
- 2015: Alles steht Kopf (Inside Out)
- 2012: Merida – Legende der Highlands (Brave)
- 2017: Cars 3: Evolution (Cars 3)
- 2017: Lou (Kurzfilm)
- 2020: Soul

## Auszeichnungen
British Academy of Film and Television Arts
- 2021: Auszeichnung als Bester Animationsfilm (Soul)

Producers Guild of America Award
- 2021: Auszeichnung als Bester Animationsfilm (Soul)[2]

Oscars
- 2021: Auszeichnung als Bester Animationsfilm (Soul)